# Margarida I da Flandres
Margarida I da Flandres, também conhecida como Margarida da Alsácia (1145 - 15 de novembro de 1194) foi Condessa da Flandres de 1191 até à sua morte.

## História
Ela era filha de Teodorico I da Flandres  e de Sibila de Anjou, e herdeira do seu irmão, Filipe I da Flandres, que não teve descendência.

## Família e descendência
Em 1160, ela se casou, pela primeira vez, com Raul II de Vermandois, filho de Raul I de Vermandois e de Petronila da Aquitânia. Raul morreu de lepra, em 1167. Não tiveram filhos.
Em 1169 ela se casou, pela segunda vez, com Balduíno V de Hainaut, que se tornou o seu co-governante na Flandres, como Balduíno VIII.
Margarida e Balduíno tiveram a seguinte descendência:
- Isabel (Valenciennes, Abril de 1170-15 de Março de 1190, Paris), casou-se com o rei Filipe II de França;
- Balduíno (1171-1205), também conde da Flandres e Imperador Latino;
- Iolanda (1175-1219), casou-se com Pedro II de Courtenay, Imperador Latino;
- Filipe (1175-1212);
- Henrique (1176-1216), Imperador Latino;
- Sibila (1179-9 de Janeiro de 1217), casou-se em 1197 com Guichardo IV, Senhor de Beaujeu (m. 1216). Eles tiveram uma filha, Inês de Beaujeu;
- Eustácio de Hainaut(m. 1219), regente do Reino de Tessalónica;
- Godofredo de Hainaut.